# Милос
Милос (на гръцки: Μήλος) е вулканичен остров в южната част на Егейско море, най-югозападния в Цикладските острови, владение на Гърция. На 1 km североизточно от него е разположен остров Кимолос, а на 9 km северозападно – остров Антимилос. Дължината му от запад на изток е 23 km, а най-голямата му ширина – 13 km. Площ 151 km². Бреговете му са предимно скалисти и силно разчленени, особено на север, където дълбоко в сушата се вдава залива Милос, остатък от бивщата калдера на древния вулкан, който разделя острова на две почти равни части. Останалото крайбрежие е изпъстрено с множество малки заливи с тесни пясъчни ивици. Изграден е основно от кристалинни и вулканични скали. Има множество кариери за добив на висококачествен мрамор. В релефа на острова се редуват малки крайбрежни равнини, хълмисти райони и ниска планина (връх Профитис Илиас 748 m), издигаща се в югозападната му част. На острова се срещат множество следи от древна вулканична дейност. По-голямата му част е покрита със средиземноморска храстова растителност, а по крайбрежието и малките долини се отглиждат лозя, маслини, цитрусови култури, пшеница, царевица. Основен поминък на населението е риболова. Най-големите селища са Адамас (най-голямото пристанище) и Милос разположени на източния бряг на залива Милос. Населението на острова през 2011 г. е било 4977 души.

## Забележителности
Островът е известен с качествения мрамор както и с намерената тук през 1820 г. статуя на Венера Милоска, изложена за посещение в Лувъра.